# Dominique Föllmi
Dominique Föllmi, né le 23 septembre 1938 à Bâle, est un homme politique genevois. Il effectue toute sa formation et toute sa carrière à Genève dans les secteurs de l’enseignement et de la culture.

## Biographie

### Carrière universitaire
Dominique Föllmi est successivement enseignant (finances et économie politique) de 1961 et 1970, chef comptable et financier de l’Université de Genève de 1970 à 1973, puis directeur administratif de l’université de Genève et membre du Rectorat de 1973 à 1978.
En 1978, il est appelé par le conseiller d'État André Chavanne pour prendre la fonction de directeur administratif et financier du département de l’Instruction publique et de la Culture.

### Carrière politique
De 1967 à 1977, Dominique Föllmi  est conseiller municipal de la Ville de Genève. De 1969 à 1970, il est également député au Grand Conseil de Genève, mandat auquel il a dû renoncer en raison des incompatibilités avec la fonction publique.
En 1985, il est élu pour un premier mandat de 4 ans au Conseil d’État de la République et Canton de Genève, chargé du Département de l’Instruction publique et de la Culture,. En 1988, il assume la vice-présidence du Conseil d’État.
En 1989, il est réélu en tête du gouvernement de Genève pour un 2e mandat de 4 ans, et prononce le discours de St-Pierre de cette deuxième législature puisqu'il assume la présidence du Conseil d’État.
Pendant cette période allant de 1985 à 1993, Dominique Föllmi assure conjointement la présidence du Conseil Exécutif de l'Institut des hautes études internationales et la présidence du Conseil de Fondation de l'Institut universitaire des études européennes.
De 1994 à 1997, il prend la présidence d’une nouvelle commission informatique de l’État, avec pour objectif de réorganiser l’informatique de l’État de Genève. De 2002 à 2005, il préside la commission nommée par le Conseil d'État pour un concept d'intégration des étrangers,. De 2004 à 2005, il préside la commission sur les "sans-papiers",. Puis de 2007 à 2015, il préside la fondation de la Ville de Genève pour l'accueil et l'hébergement des personnes âgées.

## Autres fonctions
Concernant la Genève Internationale :
- 1991 - 1995 : Fondateur et Président de l’Académie Internationale de l’Environnement à Genève
- 1995 - 2004 : Président du Club Diplomatique de Genève[8],[9]
- 2000 - 2004 : Président du programme culturel des Nations-Unies à Genève[10] fondé sur le Dialogue entre les civilisations
- 2013 - 2017 : Président du Club Belgo-luxembourgeois en Suisse[11]

Dans le domaine de la musique classique : 
- 1997 - 2009 : Président de l’Orchestre de Chambre de Genève[12]
- 2003 - 2006 : Président du Conseil de fondation du Conservatoire de musique de Genève[13]
- Depuis 2010 : Président-fondateur de L’Orchestre International de Genève[14] en 2010, créé pour représenter la Suisse et Genève au 40e anniversaire du Sultanat d’Oman
- 2011 - 2015 : member of the International Advisory Committee of the Royal Opera House in Muscat par le Conseil des Ministres du Sultanat d’Oman
- 2016 : Président de l'Orchestre Praeclassica[15]

## Décorations
- 1995 : Chevalier de la Légion d’honneur[16]
- 2002 : Membre de la Confrérie des Chevaliers du Tastevin au Château du Clos de Vogeot (Bourgogne)[16].